# Cos diplomàtic
El cos diplomàtic és el conjunt de diplomàtics estrangers reunits a la capital d'un estat. En ciutats on resideixen funcionaris consulars, se'ls denomina col·lectivament com a cos consular. Generalment, el degà d'ambdós cossos és el de major antiguitat en el seu càrrec. Hi ha excepcions a aquesta regla; en la majoria dels països catòlics, el degà és sempre el nunci apostòlic. El degà representa el cos diplomàtic davant dels funcionaris del país amfitrió en assumptes de caràcter protocol·lari o administratiu referits a l'esmentat cos en el seu conjunt.